# Céram
Pour les articles homonymes, voir Seram (homonymie).
 (janvier 2025).
Si vous disposez d'ouvrages ou d'articles de référence ou si vous connaissez des sites web de qualité traitant du thème abordé ici, merci de compléter l'article en donnant les références utiles à sa vérifiabilité et en les liant à la section « Notes et références ».
Céram, en indonésien Seram ou Pulau Seram, est une île d'Indonésie située dans l'archipel des Moluques en mer de Banda. C'est la plus grande et principale île de la province des Moluques en Indonésie. Elle est située juste au nord de la petite île d’Ambon et de quelques autres îles voisines, telles que Saparua, Haruku et les îles Banda.

## Géographie

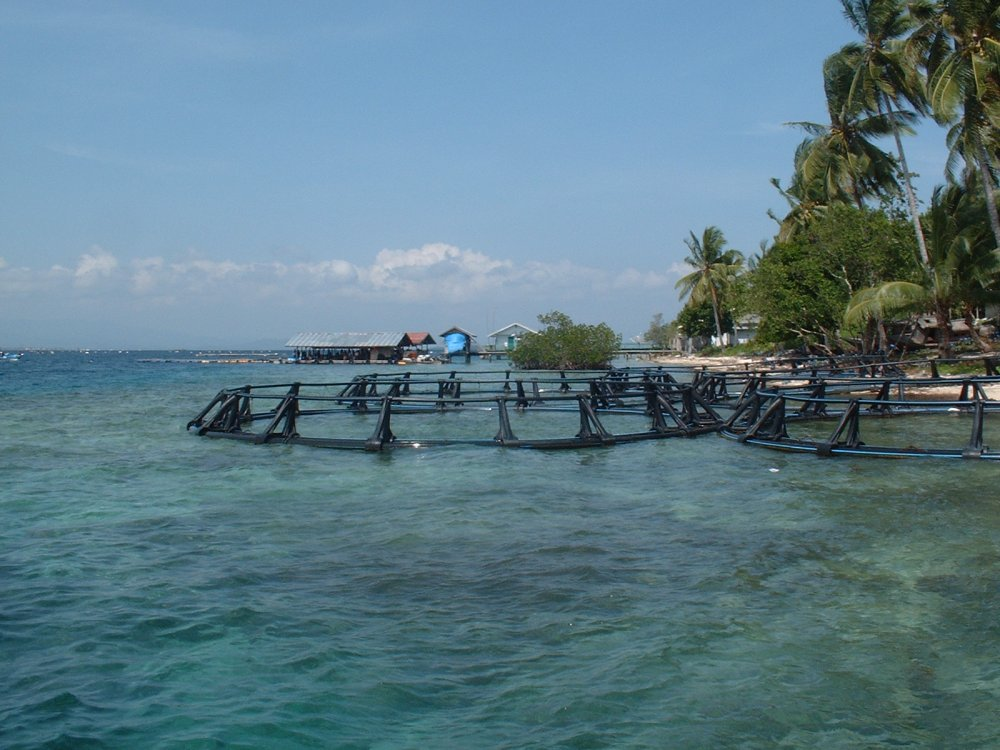
Ferme de perles à Seram.

L'île se situe à 68 km à l'est de Buru et à 127 km au sud-sud-est d'Obi. L'île d'Ambon, qui abrite Ambon (la plus grande ville des Moluques et la capitale provinciale), se trouve à l'ouest-sud-ouest de Seram. Le point culminant de l'île est le Binaya qui, avec 3 027 mètres d'altitude, est aussi le plus haut sommet des Moluques. Administrativement, Seram est découpée en trois kabupaten, Moluques centrales, Seram occidental, Seram oriental, de la province des Moluques.

## Histoire
Le nom Seram est attesté dès le XIVe siècle. Le Nagarakertagama, un poème épique écrit en 1365 dans le royaume javanais de Majapahit, mentionne "Seran" parmi les quelque cent "contrées tributaires" du royaume. En réalité, le territoire contrôlé par Majapahit ne s'étendait que sur une partie de l'est et du centre de Java. Les "contrées tributaires" étaient en fait des comptoirs formant un réseau commercial dont Majapahit était le centre. Majapahit y envoyait des dignitaires dont le rôle était de s'assurer que ces comptoirs ne s'adonnaient pas à un commerce privé qui échapperait au royaume.

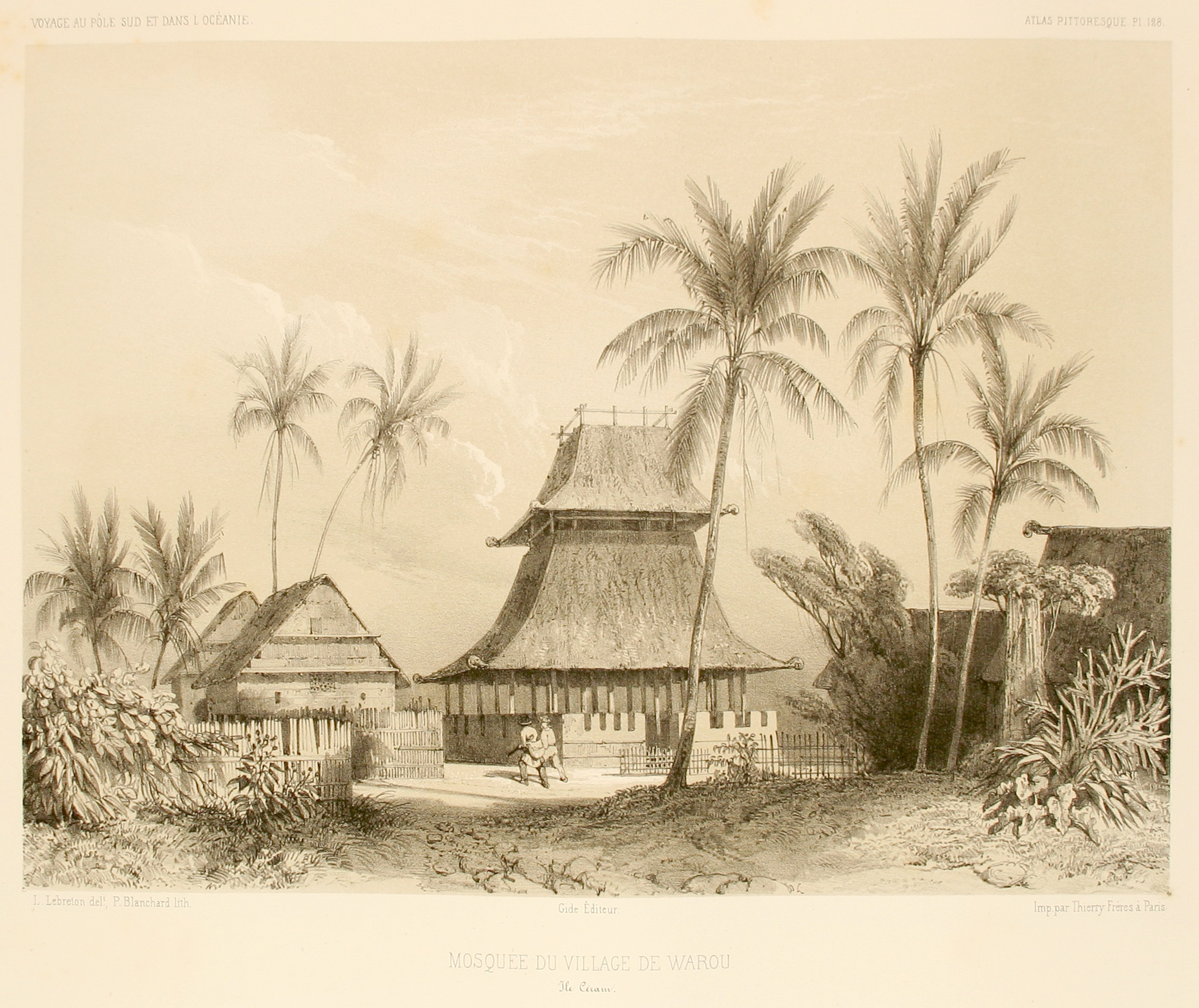
La mosquée de Waru (Jules Dumont d'Urville, Voyage au Pôle Sud et dans l'Océanie sur les corvettes L'Astrolabe et La Zélée, Gide Paris, 1846).